# ナンナ (小惑星)
ナンナ(1203 Nanna)は、小惑星帯外側にある直径約35kmの炭素質の小惑星である。1931年10月5日にドイツの天文学者マックス・ヴォルフにより、ドイツ南西部のケーニッヒシュトゥール天文台で発見され、ドイツ人の画家アンゼルム・フォイエルバッハのモデルの名前に因んで命名された。

## 軌道
ナンナは暗いC型小惑星である。太陽から2.2-3.6天文単位の軌道を1797日（4年11か月）かけて公転している。軌道離心率は0.25で、軌道傾斜角は黄道に対して6°である。1926年には、1926 RHとして特定されており、公式の発見よりもw:Observation arcが5年間遡った。

## 自転周期
2009年9月、アメリカの天文学者ブライアン・ワーナーがコロラド州のw:Palmer divided observatoryでの測光観測で、2つの光学曲線を得た。1つ目の光学曲線の分析により、自転周期は18.54時間で、光度の振れ幅は0.12等級、2つ目の光学曲線は曖昧な結果で、自転周期は各々25.80時間と12.90時間、光度の振れ幅は0.15等級だった。これらの結果は、フランスのアマチュア天文学者であるフェデリコ・マンジーニ、ローラン・ベルナスコーニ、ルネ・ロイが2004年8月に得た断片的な光学曲線による15.6時間という自転周期に取って代わった。

## 直径とアルベド
IRAS、あかり、NEOWISE等のミッションにより、ナンナの直径は、31.80kmから37.91km、アルベドは0.028から0.056であると測定された。Collaborative Asteroid Lightcurve Linkは、絶対等級11.7に基づき、アルベドを0.03、直径を35.06kmとしている。

## 命名
ドイツの画家アンゼルム・フォイエルバッハによるいくつかの絵のモデルとなったアンナ・リージの綽名であるナンナに因んで命名され、1955年にポール・ハーゲットの著作The Names of the Minor Planetsの中で公表された。